# Cantagalo (Niterói)
Cantagalo é um bairro do município de Niterói, no Rio de Janeiro. Está situado na Região de Pendotiba.

## Localização
O bairro do Cantagalo possui uma posição geográfica de transição entre o maciço costeiro da Região de Pendotiba e a baixada litorânea da Região Oceânica. A sua base territorial é marcada pela presença de morros, que se alternam no espaço com vales aplainados pelo processo de erosão.

## História
A ocupação se deu de forma predominantemente espontânea, principalmente nas ladeiras com graus de declividades variados. Os primeiros assentamentos ocorreram nas décadas de 50 e 60. Atraídos pela expansão do emprego na construção civil chegaram os nordestinos. Os locais de trabalho são diversos, mas uma boa parte trabalha ou na Região Oceânica ou em outros bairros da Região de Pendotiba.